# Chelidura arverna
Chelidura arverna ist eine wenig erforschte Art der zu den Insekten gehörenden Ohrwürmer und im französischen Zentralmassiv beheimatet.

## Merkmale
Die Art ähnelt Chelidura aptera und Chelidura pyrenaica. Der Kopf ist orange. Er ist schmaler als das Pronotum und die postfrontalen und coronalen Nähte sind deutlich vorhanden. Die Antennen sind braun. Das Pronotum ist breiter als lang, die Seitenränder sind aufgehellt und die mediane Längsfurche ist deutlich erkennbar. An das Pronotum schließt sich das Mesonotum an. Hier befinden sich die Elytren, die, typischerweise für gebirgsbewohnende Ohrwürmer, zu schuppenförmigen Elytren verkümmert sind. Das Metanotum ist posterior ausgebuchtet. Thorax und Abdomen sind dunkelbraun bis rötlichbraun, das Abdomen ist zur hinteren Mitte verbreitert und die seitlichen Drüsenfalten auf dem 3. und vor allem 4. Abdominaltergit sind sehr deutlich erkennbar. Das letzte (zehnte) Abdominaltergit der Männchen ist stark quer und oberhalb der Zangen befindet sich jeweils ein knubbeliger, nach hinten zeigender Fortsatz. Dazwischen liegt eine Grube. Das letzte Abdominaltergit der Weibchen ist stark quer, aber einfach. Die männliche Zange ist relativ lang, gekrümmt und einfach, das heißt, ohne innere Zähne. Das männliche Pygidium ist sehr breit und relativ einfach, lediglich mit zwei lateralen kleinen Zähnen besetzt. Die weibliche Zange ist simpel, schmal und in einer leichten Kurve zueinanderlaufend. Die Beine sind gelblich bis rötlichbraun und heller als der übrige Körper.
Bei den späten Nymphenstadien ist der ganze Körper inklusive Kopf dunkelbraun und nur die Tibien und Tarsen sind heller. Die Zangen sind lang, schmal und simpel, das Pygidium abgerundet und das Mesonotum an den Seiten knubbelig verdickt.

### Ähnliche Arten
Das Verbreitungsgebiet lässt eine eindeutige Unterscheidung zu den Schwesterarten Chelidura pyrenaica und Chelidura aptera zu. Die Zange der C. arverna-Exemplare sind robuster, etwas weiter und weniger gekrümmt als die der Exemplare aus den Pyrenäen. Die männlichen Genitalien von C. pyrenaica und C. arverna unterscheiden sich kaum, jedoch ist der Vesikel von C. arverna stärker gebogen.

## Verbreitung
Funde der Art gelangen bisher entweder in der Region Monts du Cantal im nordwestlichen Hochgebirgsteil des Zentralmassivs, im zentralen nördlichen Regionalen Naturparks Livradois-Forez des Zentralmassivs oder im Regionalen Naturpark Monts d’Ardèche im zentralen Osten des Zentralmassivs. Im südlichen Teil des Zentralmassivs scheint die Art bislang nicht bekannt zu sein.

## Lebensweise
Bisherige Funde von Adulti gelangen von Mai bis Oktober und der einzige Fund von Nymphen gelang im Juli. Vermutlich entwickeln sich die Nymphen, analog zu anderen europäischen Gebirgsarten, über den Sommer hinweg.

## Taxonomie
Ursprünglich wurde die Art 1973 als Unterart der pyrenäischen Art Chelidura pyrenaica erstbeschrieben. Erst 2021 stellten Jurado-Angulo et al. auf Basis von phylogenetischen Daten aus Kirstóva et al. (2020) die Unterart in einen eigenen Artrang. Chelidura arverna ist die Schwesterart von Chelidura pyrenaica und erst das gemeinsame Taxon dieser beiden Arten bildet das Schwestertaxon von Chelidura aptera.